# 락토바킬루스 가세리
락토바킬루스 가세리(Lactobacillus gasseri)는 락토바킬루스속의 한 종이다. 그것은 인간 몸의 유산균의 종류중 군의 일부에 속한다. 락토바실러스 가세리(L. gasseri)는 건강한 여성의 몸에서 발견된 유산균종의 일부이다. 항생물질의 일종인 락토실린(Lactocillin)을 생산한다.